# Pancira
Pancira är en ort i Mexiko.   Den ligger i kommunen Coyuca de Catalán och delstaten Guerrero, i den södra delen av landet, 210 km sydväst om huvudstaden Mexico City. Pancira ligger 286 meter över havet och antalet invånare är 279.
Terrängen runt Pancira är kuperad söderut, men norrut är den platt. Runt Pancira är det ganska glesbefolkat, med 22 invånare per kvadratkilometer. Närmaste större samhälle är Ciudad Altamirano, 12,3 km nordost om Pancira. Omgivningarna runt Pancira är en mosaik av jordbruksmark och naturlig växtlighet.